# Allegro squadrone
Allegro squadrone è un film del 1954 diretto da Paolo Moffa.
Tratto dal romanzo di ambiente militare L'allegro squadrone di Georges Courteline (1886), il film si presenta come una serie di bozzetti caricaturali dei militari di uno squadrone di cavalleria francese alla fine del XIX secolo.

## Trama
Gli ufficiali superiori impartiscono ordini, spesso ambigui o di difficile esecuzione, i quali vengono trasmessi in ordine gerarchico inverso agli ufficiali inferiori, da questi ai sottufficiali, in particolare al burbero maresciallo Flik, e quindi alla truppa che ne subisce le conseguenze. L'arrivo inaspettato di un folto gruppo di civili richiamati, alla vigilia dell'ispezione da parte di un generale dello Stato maggiore, viene risolto mandando tutto lo squadrone in prigione, con motivazioni evidentemente futili o inventate, per ospitare i richiamati nella camerata ormai libera e dare una parvenza di ordine ed efficienza durante l'ispezione del generale. La disciplina spinta all'eccesso e il conflitto dei poteri genera invece ingiustizia e anarchia.

## Produzione
Il film è stato girato negli stabilimenti di Cinecittà, con pellicola a colori Ferraniacolor.